# Thomas Wharton Phillips

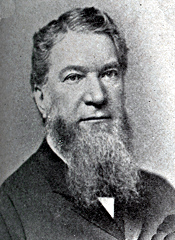
Thomas Wharton Phillips (1896)

Thomas Wharton Phillips (* 23. Februar 1835 in Mount Jackson, Beaver County, Pennsylvania; † 21. Juli 1912 in New Castle, Pennsylvania) war ein US-amerikanischer Politiker. Zwischen 1893 und 1897 vertrat er den Bundesstaat Pennsylvania im US-Repräsentantenhaus.

## Werdegang
Der im heutigen Lawrence County geborene Thomas Phillips besuchte die öffentlichen Schulen seiner Heimat. Zeitweise wurde er auch privat unterrichtet. Später arbeitete er im Ölgeschäft. Zwischen 1887 und 1890 war er Präsident der Producers’ Protective Association. Er stieg auch in das Bankgewerbe ein und wurde Präsident der Citizens’ National Bank of New Castle. Phillips war überdies Kuratoriumsmitglied am Bethany College in West Virginia und am Hiram College in Ohio.
Politisch wurde er Mitglied der Republikanischen Partei. Bei den Kongresswahlen des Jahres 1892 wurde er im 25. Wahlbezirk von Pennsylvania in das US-Repräsentantenhaus in Washington, D.C. gewählt, wo er am 4. März 1893 die Nachfolge des Demokraten Eugene Pierce Gillespie antrat. Nach einer Wiederwahl konnte er bis zum 3. März 1897 zwei Legislaturperioden im Kongress absolvieren. Seit 1895 leitete er den Ausschuss für Arbeit. Im Jahr 1896 verzichtete er auf eine weitere Kandidatur.
Nach seiner Zeit im US-Repräsentantenhaus nahm Phillips seine früheren Tätigkeiten wieder auf. Er wurde von Präsident William McKinley in die United States Industrial Commission berufen, in der er bis zu deren Auflösung im Jahr 1902 verblieb. Im Juni 1908 nahm er als Delegierter an der Republican National Convention in Chicago, auf der William Howard Taft als Präsidentschaftskandidat nominiert wurde. Thomas Phillips starb am 21. Juli 1912 in New Castle, wo er auch beigesetzt wurde. Sein Sohn Thomas (1874–1956) wurde ebenfalls Kongressabgeordneter.